# Кортланд (Вирџинија)
Кортланд (енгл. Courtland) град је у америчкој савезној држави Вирџинија. По попису становништва из 2010. у њему је живело 1.284 становника.

## Историја
Све до 1888. град је носио име Јерусалим. Основан крајем 18. века, био је средиште округа Саутхемптон. Недалеко од Јерусалима одиграла се побуна Ната Турнера 1831, највећи устанак робова у историји САД.

## Демографија
Према попису становништва из 2010. у граду је живело 1.284 становника, што је 14 (1,1%) становника више него 2000. године.
| Група             | 2000.       | 2010.       |
| Белци             | 664 (52,3%) | 613 (47,7%) |
| Афроамериканци    | 597 (47,0%) | 642 (50,0%) |
| Азијати           | 1 (0,1%)    | 3 (0,2%)    |
| Хиспаноамериканци | 3 (0,2%)    | 5 (0,4%)    |
| Укупно            | 1.270       | 1.284       |